# José Monero Renomo
José Moreno Moreno o José Monero Renomo, segons alguns investigadors, (Sevilla, 12 de novembre de 1919 - 24 de novembre de 1985) conegut com a Pepe fou un botxí espanyol en actiu durant l'etapa franquista.

## Biografia
Va ocupar la plaça que va deixar vacant en morir Bernardo Sánchez Bascuñana de 1972 a 1977. A més tenia treball com a representant de llibres i quan va prendre possessió de la plaça, compatibilitzava ambdues, encara que solament va executar Heinz Ches.
Va tenir diverses professions: torner, zelador, sereno. Va ser l'encarregat d'aplicar la pena de mort per garrot vil a Heinz Ches el polonès, (en realitat ciutadà germano-oriental de nom Georg Michael Welzel) acusat de la mort del guàrdia civil Antonio Torralbo. L'execució es va dur a terme el 2 de març de 1974 a la presó de Tarragona, el mateix dia que era executat Salvador Puig Antich. L'execució de Chez va ser l'última realitzada a Espanya mitjançant el garrot vil i l'única en la qual va oficiar José Monero.
La intenció de Pepe era no haver de complir mai amb el seu ofici. En personar-se el funcionari amb la carta de citació per a l'execució de Chez, el botxí la rebutja, fins que és convençut amenaçant-lo amb sancions. Amb la finalitat que els seus familiars i amics no sabessin el seu ofici, els va explicar que partia en viatge de negocis. L'1 de febrer va sortir de la seva residència al barri de las Candelarias cap a la Comissaria de Sevilla, des d'on va ser traslladat en automòbil, acompanyat de diversos agents, a Tarragona, portant dos garrots. Al no haver assistit a cap execució, va sol·licitar ajuda al director de la presó que va designar dos voluntaris a dit per assistir-lo. Sent tots novençans, el botxí no va advertir la falta d'un pal per a fixar els cargols que subjectaven el garrot, havent d'ajustar l'anell de ferro al coll del reu mitjançant l'ús de corda i sac. L'operació d'ajust es va dur a terme en presència del reu. L'execució va ser un autèntic suplici, tant per l'ajusticiat, com per als testimonis, el botxí necessità tres intents fins a posar fi a la vida del reu, fins i tot va rebre un cop d'un dels carcellers, exasperat per la malaptesa de Moreno. Així ho descriu un dels cinc testimonis que va haver-hi per llei. Per mantenir ocult aquell horror, el llavors comandant Francisco Muro, membre del tribunal que el va condemnar, va imposar allí mateix la llei del silenci. El botxí va retornar els garrots al conserge de l'Audiència José Morillo qui descriu que un d'ells encara portava restes de sang, quedant l'executor a tornar un altre dia a netejar-lo. Morillo va guardar els instruments en els arxius de l'Audiència, on encara hi són.
En abolir-se la pena de mort el 1977, va ser acomiadat sense prèvia notificació, motiu pel qual va demandar a l'Estat i va obtenir una petita indemnització pels anys de servei. Va morir el 24 de novembre de 1985, a Sevilla.